# فیشپوند (آلاباما)
فیشپوند (به انگلیسی: Fishpond) یک منطقهٔ مسکونی در ایالات متحده آمریکا است که در شهرستان کوسا، آلاباما واقع شده‌است. فیشپوند ۲۲۷٫۹۹ متر بالاتر از سطح دریا قرار دارد.